# Митроваць (Чеминаць)
45°42′ пн. ш. 18°43′ сх. д. / 45.70° пн. ш. 18.72° сх. д.
Митроваць (хорв. Mitrovac) — населений пункт у Хорватії, в Осієцько-Баранській жупанії у складі громади Чеминаць.

## Населення
Населення за даними перепису 2011 року становило 20 осіб.
Динаміка чисельності населення поселення:

## Клімат
Середня річна температура становить 11,02 °C, середня максимальна – 25,32 °C, а середня мінімальна – -5,89 °C. Середня річна кількість опадів – 627 мм.
| Клімат поселення                              | Клімат поселення | Клімат поселення | Клімат поселення | Клімат поселення | Клімат поселення | Клімат поселення | Клімат поселення | Клімат поселення | Клімат поселення | Клімат поселення | Клімат поселення | Клімат поселення | Клімат поселення |
| Показник                                      | Січ.             | Лют.             | Бер.             | Квіт.            | Трав.            | Черв.            | Лип.             | Серп.            | Вер.             | Жовт.            | Лист.            | Груд.            |                  |
| Середній максимум, °C                         | 5,76             | 7,71             | 12,33            | 17,03            | 22,33            | 25,32            | 25,19            | 24,82            | 20,62            | 15,18            | 9,12             | 5,24             |                  |
| Середня температура, °C                       | −0,06            | 1,90             | 6,50             | 11,20            | 16,49            | 19,50            | 21,27            | 20,91            | 16,70            | 11,30            | 5,21             | 1,34             |                  |
| Середній мінімум, °C                          | −5,89            | −3,95            | 0,67             | 5,36             | 10,67            | 13,66            | 17,38            | 17,04            | 12,82            | 7,38             | 1,34             | −2,55            |                  |
| Норма опадів, мм                              | 39               | 34               | 37               | 50               | 59               | 78               | 63               | 60               | 50               | 52               | 58               | 47               |                  |
| Середньомісячна швидкість вітру, м/с          | 2.50             | 2.70             | 3.00             | 2.90             | 2.60             | 2.32             | 2.30             | 2.10             | 2.10             | 2.30             | 2.40             | 2.50             |                  |
| Середньомісячна сонячна радіація, кДж/м²·день | 4194             | 6952             | 10902            | 15484            | 19370            | 21701            | 22195            | 20124            | 14900            | 9403             | 4753             | 3496             |                  |
| --------------------------------------------- | ---------------- | ---------------- | ---------------- | ---------------- | ---------------- | ---------------- | ---------------- | ---------------- | ---------------- | ---------------- | ---------------- | ---------------- | ---------------- |
| Джерело:                                      |                  |                  |                  |                  |                  |                  |                  |                  |                  |                  |                  |                  |                  |